# Gaetano Morelli
Gaetano Morelli (Crotone, 23 maggio 1900 – Roma, 22 maggio 1989) è stato un giurista e magistrato italiano, giudice della Corte internazionale di giustizia dell'Aia dal 1961 al 1970.

## Biografia
Si laureò in giurisprudenza nel 1921, presso l'Università di Roma. Conseguì nel 1929 l'abilitazione alla libera docenza in diritto internazionale. Incaricato di questa disciplina nell'Università di Urbino dal 1927 al 1932. Professore straordinario nelle Università di Modena (1932 - 1933) e di Padova (1933 - 1935). Professore ordinario nell'Università di Napoli dal 1935 al 1951, nella Facoltà di scienze politiche dell'Università di Roma dal 1951 al 1956 e, dal 1956, nella Facoltà di giurisprudenza della stessa Università come professore emerito.
Socio nazionale dell'Accademia dei Lincei; accademico ordinario dell'Accademia virgiliana di Mantova; membro dell'Institut de droit international di cui è stato vicepresidente dal 1961 al 1963 e presidente, dal 1971 al 1973; della International Law; dell'Istituto ellenico di diritto internazionale; dell'Accademia Mexicana de Derecho Internacional.
Nel 1954 giudice "ad hoc" della Corte internazionale di giustizia per l'affare dell'oro monetario; nel 1960 "conseil" del Nicaragua avanti la stessa corte; e dal 1961 al 1970 membro titolare della Corte medesima.
Membro della Corte permanente di arbitrato e della Commissione permanente di conciliazione tra il Lussemburgo e la Svizzera. Nel 1937 membro, in qualità di esperto, della delegazione italiana alla Conferenza di Montreux per l'abolizione delle Capitolazioni in Egitto; nel 1951 delegato del Governo italiano alla settima Conferenza dell'Aja di diritto internazionale privato.
Membro del Consiglio superiore della pubblica istruzione, dal 1951 al 1958; del Consiglio del contenzioso diplomatico dal 1938 e, di nuovo, dal 1957 al 1961; della Commissione nazionale per l'UNESCO, dal 1956 al 1961.
Ha tenuto due corsi presso l'Accademia del diritto internazionale dell'Aja nel 1937 e nel 1956.
Direttore responsabile della Rivista di diritto internazionale; direttore, per l'Enciclopedia del diritto, della sezione consacrata al diritto internazionale; codirettore del Trattato di diritto internazionale.

## Opere principali
- La sentenza internazionale, Padova, CEDAM, 1931
- Lezioni di diritto internazionale: diritto processuale civile internazionale, Padova, CEDAM, 1935
- Lezioni di diritto internazionale privato, Padova, CEDAM, 1941
- Studi di diritto processuale civile internazionale, Milano, A. Giuffré, 1961
- Nuovi studi sul processo internazionale, Milano, A. Giuffre, 1972